# Synod Kościoła Ewangelicko-Augsburskiego w RP
Synod Kościoła Ewangelicko-Augsburskiego w RP – najwyższa władza Kościoła Ewangelicko-Augsburskiego w RP. Do jego kompetencji należy stanowienie prawa kościelnego, wybór biskupa Kościoła, konsystorza i rady synodalnej. Wybierany jest na pięcioletnią kadencję, która rozpoczyna się z dniem pierwszej sesji Synodu. Odbywa się przynajmniej raz w roku. Prezydium Synodu liczy pięć osób: prezes Synodu, dwóch radców duchownych i dwóch radców świeckich.

## Kompetencje Synodu
Zgodnie z Zasadniczym Prawem Wewnętrznym Kościoła Ewangelicko-Augsburskiego w Rzeczypospolitej Polskiej do kompetencji Synodu Kościoła należy:
1. Wybór Biskupa Kościoła, Prezesa Synodu Kościoła i Rady Synodalnej, Wiceprezesa i radców Konsystorza, Komisji Rewizyjnej i komisji synodalnych.
2. Sprawowanie pieczy nad zachowaniem czystości nauki i nad podniesieniem życia religijno-moralnego w Kościele.
3. Stanie na straży praw, dobra i jedności Kościoła, oraz ustalania zasad współżycia i współpracy z innymi wyznaniami.
4. Podejmowanie uchwał w zakresie ogólnych praw i przepisów kościelnych.
5. Troska o zaspokajanie materialnych potrzeb Kościoła, uchwalanie składek na rzecz całego Kościoła oraz zasad zarządzania jego majątkiem i funduszami.
6. Podejmowanie uchwał w sprawach przedstawionych przez Radę Synodalną.
7. Uchwalanie budżetu ogólnokościelnego.
8. Zatwierdzanie sprawozdań Biskupa Kościoła, Rady Synodalnej, Konsystorza i komisji synodalnych.
9. Podejmowanie uchwał w sprawie agend, śpiewników kościelnych i podręczników do nauczania kościelnego.
10. Rozstrzyganie odwołań od orzeczeń dyscyplinarnych w sprawach pozbawienia praw wynikających z ordynacji.
11. Podejmowanie na wniosek Władz Kościelnych uchwał w sprawie ograniczenia lub pozbawienia praw socjalno-bytowych duchownego.
12. Uchwalanie Regulaminu Zwierzchnich Władz Kościoła.”[1]

## Skład Synodu
W skład Synodu wchodzą:
- Biskup Kościoła,
- Wiceprezes Konsystorza,
- 6 biskupów diecezjalnych,
- Ewangelicki Biskup Wojskowy,
- generalny wizytator nauczania kościelnego,
- 15 delegatów księży,
- 30 delegatów świeckich (13 z diecezji cieszyńskiej, 5 z diecezji katowickiej, 3 z diecezji mazurskiej, 3 z diecezji pomorsko-wielkopolskiej, 3 z diecezji warszawskiej, 3 z diecezji wrocławskiej),
- przedstawiciel nauczycieli akademickich wyznania ewangelicko-augsburskiego Chrześcijańskiej Akademii Teologicznej w Warszawie,
- przedstawiciel diakonów z akademickim wykształceniem teologicznym
- przedstawicielka Żeńskiego Diakonatu Ewangelickiego Eben-Ezer
- przedstawiciele duszpasterstw środowiskowych i organizacji kościelnych powołanych przez Radę Synodalną np. (Wydawnictwo „Augustana”, dyrektor generalny Diakonii Kościoła Ewangelicko-Augsburskiego, prezes zarządu Bratniej Pomocy im. Gustawa Adolfa, Stowarzyszenie Księży i Katechetów Kościoła Ewangelicko-Augsburskiego).

## Prezesi Synodu
| Lp. | Zdjęcie | Prezes Synodu                 | Lata życia | Kadencja  | Uwagi                                           |
| --- | ------- | ----------------------------- | ---------- | --------- | ----------------------------------------------- |
| 1   |         | ks. bp Juliusz Bursche        | 1862-1942  | 1937–1942 | biskup Kościoła w latach 1904–1942              |
| 2   |         | ks. bp Karol Kotula           | 1884-1968  | 1950–1952 | biskup Kościoła w latach 1951–1959              |
| 3   |         | ks. bp Zygmunt Michelis       | 1890-1977  | 1952–1957 | biskup-adiunkt Kościoła w latach 1952–1963      |
| 4   |         | ks. sen. dr Woldemar Gastpary | 1908-1984  | 1957–1965 | senior diecezji warszawskiej w latach 1954–1965 |
| 5   |         | ks. bp prof. Andrzej Wantuła  | 1905-1976  | 1965–1975 | biskup Kościoła w latach 1959–1975              |
| 6   |         | ks. bp Janusz Narzyński       | 1928-2020  | 1975–1991 | biskup Kościoła w latach 1975–1991              |
| 7   |         | ks. bp Jan Szarek             | 1936-2020  | 1991–1992 | biskup Kościoła w latach 1991–2001              |
| 8   |         | ks. prof. Manfred Uglorz      | ur.1940    | 1992–1995 |                                                 |
| 9   |         | ks. Andrzej Hauptman          | 1946-1998  | 1995–1998 |                                                 |
| 10  |         | ks. Tadeusz Szurman           | 1954-2014  | 1998–2002 | biskup diecezji katowickiej w latach 2002–2014  |
| 11  |         | ks. Jan Gross                 | 1938-2014  | 2002–2007 |                                                 |
| 12  |         | ks. Jerzy Samiec              | ur. 1963   | 2007–2009 | biskup Kościoła od 2010 roku                    |
| 13  |         | ks. Waldemar Pytel            | ur.1958    | 2009–2012 | biskup diecezji wrocławskiej od 2015 roku       |
| 14  |         | ks. dr Grzegorz Giemza        | ur.1969    | 2012–2017 |                                                 |
| 15  |         | ks. dr Adam Malina            | ur.1966    | od 2017   | wybrany na drugą kadencję 2023-2028             |

## Komisje Synodalne
XV Synod Kościoła (od 2023)  powołał następujące Komisje Synodalne:
- ds. diakonii – przewodnicząca kurator Izabela Główka-Sokołowska
- ds. kobiet – przewodnicząca ks. Katarzyna Rudkowska
- ds. prawnych – przewodniczący mec. Jakub Cebula
- ds. administracji i finansów – przewodniczący prof. Rafał Glajcar
- ds. wychowania chrześcijańskiego i młodzieży – przewodniczący ks. Łukasz Stachelek
- ds. ewangelizacji, misji i duszpasterstwa – przewodniczący ks. Grzegorz Olek
- ds. teologicznych – przewodniczący bp prof. dr hab. Marcin Hintz
- ds. współpracy ekumenicznej i międzynarodowej – przewodniczący prof. radca Jerzy Sojka
- rewizyjna – przewodnicząca Katarzyna Luc

XIV Synod Kościoła (2017-2023)  powołał następujące Komisje Synodalne:
- ds. teologicznych i pastoralnych – przewodniczący bp prof. dr hab. Marcin Hintz
- ds. administracyjnych i gospodarczych – przewodnicząca radca Bożena Polak
- ds. diakonii – p.o. przewodniczącej kurator Izabela Główka-Sokołowska
- ds. edukacji i wychowania chrześcijańskiego – przewodniczący bp dr Adrian Korczago
- ds. ewangelizacji i misji – przewodniczący Edward Cieślar
- ds. historii Kościoła – przewodniczący prof. Jarosław Kłaczkow
- ds. kobiet – przewodnicząca ks. Halina Radacz
- ds. liturgii i muzyki kościelnej – przewodniczący ks. prezes dr Adam Malina
- ds. młodzieży – przewodniczący ks. Marek Michalik
- ds. prawnych – przewodniczący mec. Jakub Cebula
- ds. środków masowego przekazu – przewodniczący bp dr Marian Niemiec
- rewizyjna – przewodniczący Katarzyna Luc

XIII Synod Kościoła (2012–2017) powołał następujące Komisje Synodalne:
- ds. teologii i konfesji – przewodniczący ks. prof. dr hab. Marcin Hintz
- ds. pastoralnych – przewodniczący ks. prof. dr hab Marek Jerzy Uglorz
- ds. ewangelizacji i misji – przewodniczący Roman Fenger
- ds. liturgii i muzyki kościelnej – przewodniczący ks. Adam Malina
- ds. diakonii – przewodnicząca Wanda Falk
- ds. młodzieży – przewodniczący ks. Marek Londzin
- ds. edukacji i wychowania chrześcijańskiego – przewodniczący ks. dr Adrian Korczago
- ds. kobiet – przewodnicząca diakon Aleksandra Błahut-Kowalczyk
- ds. środków masowego przekazu – przewodniczący Marek Cieślar
- ds. prawnych – przewodniczący dr Maciej Lis (zm. 2015)
- ds. administracyjnych i gospodarczych – przewodniczący Bożena Polak
- ds. historii Kościoła – przewodniczący ks. Krzysztof Mutschmann
- rewizyjna – przewodnicząca Katarzyna Luc

## Dawni członkowie Synodu
- prof. Jan Kisza[2]